# اس‌اس ارکادس (۱۹۴۸)
اس‌اس ارکادس (۱۹۴۸) (به انگلیسی: SS Orcades (1948)) یک کشتی بود که طول آن ۲۱۶٫۱ متر (۷۰۹ فوت) بود. این کشتی در سال ۱۹۴۷ ساخته شد.